# Гамбит Энглунда
Гамбит Энглунда — дебют, начинающийся ходами: 

1. d2-d4 e7-е5.
Относится к полузакрытым началам. 
Жертва пешки, предложенная шведским шахматистом Ф. Энглундом (1871—1933; отсюда название) с целью подрыва центра белых и захвата инициативы, считается современной теорией некорректной. Идеи данного дебюта перекликаются с Будапештским гамбитом (1.d4 Kf6 2.c4 e5). В современной шахматной практике встречается редко.

## Варианты
| 2. de Кc6 3. Kf3 Фe7                                | (3. …f6 4. ef К:f6 5. Cg5 d5 6. e3 Cg4 7. Се2 Се7 8. 0—0 Фd7 9.Kd4±) |
| 4. Фd5 f6                                           | (4. …d6 5.Cg5±)                                                      |
| 5. ef К:f6 6. Фb3 d5 7. Кc3                         | (7.Cf4!?)                                                            |
| d4 8. Kb5 Cg4 9. Kb: d4 К:d4 10. К:d4 0-0-0 11. с3± |                                                                      |